# Via Lattea (album)
Via Lattea è il terzo disco da solista di Pierpaolo Bibbò, pubblicato nel 2018 dalla M.P. & Records e distribuito dalla G.T. Music Distribution.

## Descrizione
Registrato presso il "Diapasonstudio" e l' "A.C.D. Studio" di Arzachena l'intero lavoro vuole essere un omaggio alla sua terra, la Sardegna. 
L'artista si racconta attraverso i suoi ricordi d'infanzia in Dal nuraghe alla Via Lattea e Corso Vittorio Emanuele II (1962) mentre in 17 febbraio 1943 narra del primo bombardamento aereo sulla città di Cagliari da parte degli alleati, durante la seconda guerra mondiale.

## Tracce
Testi e musiche di Pierpaolo Bibbò; edizioni musicali Micio Poldo.
1. Dal nuraghe alla Via Lattea
2. 17 febbraio 1943
3. Nient'altro
4. Corso Vittorio Emanuele II (1962)
5. Il matto del villaggio
6. Quando rinascerò
7. Ho quasi smesso di sognare

## Musicisti
- Pierpaolo Bibbò - voce, chitarra acustica, chitarra elettrica, sintetizzatori, chitarra basso, pianoforte
- Simone Spano - batteria acustica, percussioni